# Uperodon
Uperodon es un género de anfibios anuros de la familia Microhylidae que se encuentra en Pakistán, India, Bután, Nepal, Birmania, Bangladés y Sri Lanka. Muchas de sus especies se incluían hasta hace poco en el género Ramanella.

## Especies
Se reconocen las siguientes 12 especies:
- Uperodon anamalaiensis (Rao, 1937)
- Uperodon globulosus (Günther, 1864)
- Uperodon montanus (Jerdon, 1854)
- Uperodon mormoratus (Rao, 1937)
- Uperodon nagaoi (Manamendra-Arachchi & Pethiyagoda, 2001)
- Uperodon obscurus (Günther, 1864)
- Uperodon palmatus (Parker, 1934)
- Uperodon rohani Garg, Senevirathne, Wijayathilaka, Phuge, Deuti, Manamendra-Arachchi, Meegaskumbura & Biju, 2018
- Uperodon systoma (Schneider, 1799)
- Uperodon taprobanicus (Parker, 1934)
- Uperodon triangularis (Günther, 1876)
- Uperodon variegatus (Stoliczka, 1872)